# Terézia Kinga lengyel királyi hercegnő
Sobieska Terézia Kinga (Kunigunda) (lengyelül: Teresa Kunegunda Sobieska) (Krakkó, 1676. március 4. – Velence, 1730. március 10.) lengyel királyi hercegnő, III. (Sobieski) János lengyel király leánya, II. Miksa Emánuel bajor választófejedelemmel kötött házassága révén 1695-től Bajorország választófejedelemnéje (Kurfürstin von Bayern), Felső- és Alsó-Bajorország, valamint Felső-Pfalz hercegnéje, VII. Károly német-római császár anyja. A spanyol örökösödési háborúban elszenvedett bajor vereségek után, 1705-ben néhány hónapon át a császáriaktól megszállt Bajorország megbízott régense.

## Élete

### Származása
Terézia Kinga hercegnő 1676. március 4-én született Krakkóban, a Lengyel Királyság fővárosában. Édesapja III. (Sobieski) János lengyel hetman (1629–1696) volt, Lengyelország királya, Litvánia nagyhercege, Jakub Sobieski lengyel főnemes (kastelán) és Zofia Teofila Daniłowicz grófnő fia, akit a lengyel és litván rendek 1674-ben választottak uralkodójukká, de csak 1676. február 2-án, Terézia Kinga születése előtt egy hónappal koronázták meg.
Édesanyja Marie Casimire Louise de La Grange d’Arquien francia márkinő (1641–1716) volt, Henri Albert de La Grange d’Arquien márki és Françoise de La Châtre grófnő leánya, Sobieski János király második felesége, 1674 óta Lengyelország királynéja, Litvánia nagyhercegnéje, lengyel nevén Maria Kazimiera d’Arquien, akit alattvalói szeretettel Marysieńka („Mariska”) királynéként emlegettek.
A szülők házasságából 13 gyermek született, a felnőttkort azonban csak négy testvér érte el:
- Jakab Lajos Henrik herceg (Jakub Ludwik Sobieski, 1667–1737), lengyel-litván trónörökös, később trónkövetelő,
- Terézia Kinga hercegnő (Maria Teresa Sobieska, 1676–1730), II. Miksa Emánuel bajor választófejedelem felesége
- Sándor Benedikt herceg (Aleksander Benedykt Sobieski, 1677–1714)
- Konstantin Ulászló herceg (Konstanty Władysław Sobieski, 1680–1726)

### Házassága, gyermekei

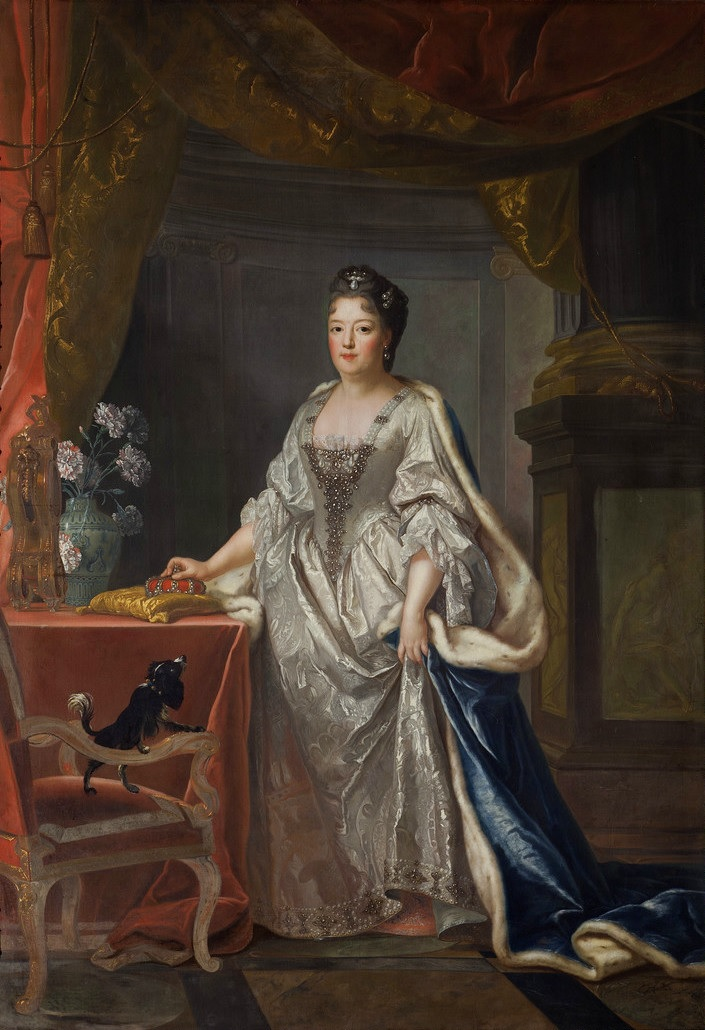
Terézia Kinga hercegnő, választófejedelemné portréja a müncheni Nymphenburg kastélyban.

1695. január 12-én Terézia Kinga királyi hercegnő az alsó-rajnai Wesel városában (amely ekkor a Brandenburgi Választófejedelemséghez tartozott) feleségül ment a Wittelsbach-házból származó, megözvegyült II. Miksa Emánuel bajor választófejedelemhez (1662–1726), Ferdinánd Mária választófejedelem és Henrietta Adelheid savoyai hercegnő (Adelaide Enrichetta di Savoia) legidősebb fiához, aki 1692–1706 között II. Károly spanyol király megbízásából Spanyol-Németalföld királyi kormányzójaként Brüsszelben élt. A lengyel királyleány jelentős összegű, 50 000 tallérnyi hozományt vitt fejedelmi vőlegényének második házasságába.
A választófejedelem első felesége, Habsburg Mária Antónia főhercegnő, I. Lipót császár és Margit Terézia infánsnő leánya, 1692-ben elhunyt, egyetlen élő gyermeket, József Ferdinánd herceget hagyva maga után, aki apjával együtt Brüsszelben lakott.
Miksa Emánuel és Terézia Kinga házasságából 10 gyermek született, hatan érték meg a felnőttkort:
- Egy halva született fiú (1695).
- Mária Anna Karolina hercegnő (1696–1750), aki 1720-ban Therese Emanuele de corde Jesu néven belépett a klarissza apácák müncheni kolostorába.
- Károly Albert herceg (1697–1745), 1742-től haláláig VII. Károly néven német-római császár.
- Fülöp Móric Mária herceg (1698–1719), Paderborn és Münster posztumusz kinevezett püspöke (elhunytának híre még nem tudódott ki).
- Ferdinánd Mária Ince (1699–1738) császári tábornagy.
- Kelemen Ágost herceg (1700–1761), Köln hercegérseke és választófejedelme, a Német Lovagrend nagymestere, Hildesheim, Münster, Paderborn és Osnabrück hercegérseke.
- Vilmos herceg (1701–1704), kisgyermekként meghalt.
- Alajos János Adolf herceg (1702–1705), kisgyermekként meghalt.
- János Tivadar herceg (1703–1763) bíboros, Regensburg, Freising és Liège (Lüttich) hercegérseke.
- Miksa Emánuel Tamás herceg (1704–1709), kisgyermekként meghalt.

### Háborús megpróbáltatások
1698-ban a gyermektelen II. Károly spanyol király Miksa Emánuel első házasságból való fiát, József Ferdinándot jelölte ki általános örökösévé, de a fiúcska 1699-ben, mindössze hatévesen váratlanul meghalt, a Wittelsbachok nagyhatalmi tervei elakadtak.
1701-ben Miksa Emánuel feleségével, Terézia Kingával, családjával és udvartartásával együtt visszatért Brüsszelből Münchenbe, és ezúttal XIV. Lajos francia király szövetségeseként lépett be a spanyol örökösödési háborúba. Váltakozó hadi sikerek után a bajor seregeket 1704-ben végzetes vereségek érték, Bajorországot I. Lipót császár csapatai szállták meg. Miksa Emánuel, aki formálisan mindvégig Spanyol-Németalföld helytartója maradt, Brüsszelbe menekült, feleségét és gyermekeit hátrahagyva.
Lipót kerülni akarta az összeütközést a helyi lakossággal, ezért nagyvonalú szerződést kötött a Münchenben maradt Terézia Kinga hercegnével. Enyhe feltételeket szabott, és Terézia Kingát bízta meg a Bajor Választófejedelemség régensi teendőinek ellátásával. A fővárost, Münchent közvetlen császári irányítás (és védelem) alá helyezte. Lipót azonban 1705. május 5-én elhunyt. Utódja, I. József császár keményebb kezűnek bizonyult: katonai igazgatás alá vonta Münchent, jelentős adókat vetett ki, csapatai bevonultak az addig meg nem szállt Felső-Bajorországba is. Katonaságot szállásoltak be a bajor városokba és falvakba. 1705 őszén József császár kényszersorozást rendelt el. A hadbiztosok végrehajtották a katonafogdosást, akár erőszakkal is. Felkelések törtek ki, amelyeket a császári hadsereg brutálisan levert. A legvéresebb mészárlást 1705 karácsony éjszakáján a München melletti Sendlingben követték el („Sendlinger Mordweihnacht”).
Terézia Kinga 1705-ben meglátogatta az ekkor már Rómában élő édesanyját Padovában, a Velencei Köztársaságban. Padovából hazafelé tartva a határon megállították a császári hatóságok, így Velencébe menekült, ahol 10 évig élt száműzetésben.
Gyermekeit a császári hatóságok „vették gondjukba”. 1706-ban József császár rendeletére a négy idősebb fiút (Károly Albert, Fülöp Móric, Ferdinánd Mária és Kelemen Ágost hercegeket Klagenfurtba, majd Grazba vitték, ahol a következő 9 évben császári felügyelet alatt a jezsuitáktól szigorú és alapos (át)nevelést kaptak. Ezt a rendelkezést József császár halála (1711) után utódja, VI. Károly császár is fenntartotta. Nővérüket, Mária Anna Karolina hercegnőt és két legifjabb, kisgyermekkorú öccsüket, János Tivadar herceget és (az ekkor még életben lévő) Miksa Emánuel Tamást Münchenben hagyták, róluk a fejedelmi palota személyzete gondoskodhatott.
A következő háborús éveket Terézia Kinga Velencében töltötte, szerény körülmények között. Velencében meglátogatta édesanyja, aki Rómában élt, majd szülőhazájába, Franciaországba tért vissza. A Franciaországba menekült Miksa Emánuel választófejedelem csak a háborút lezáró rastatti békeszerződés megkötése után, 1715-ben térhetett vissza Münchenbe. Terézia Kinga hercegné 1715. április 3-án láthatta viszont férjét és családját a Lichtenberg kastélyban, Landsberg am Lech közelében. Anyja, Mária Kazimira lengyel exkirályné a következő évben, 1716-ban Blois-ban elhunyt.

### Utolsó évei
A következő évek békében teltek. Férjének, Miksa Emánuelnek halála (1726) után Terézia Kinga özvegy hercegné gyakran utazott Velencébe pihenésre, gyógykezelésre. Itt hunyt el 1730-ban, 54 éves korában. Hamvait Münchenbe hozták és férje mellé temették, a teatinusok Szent Kajetán templomában (Theatinerkirche).